# مانويل دياز رودريغيز
مانويل دياز رودريغيز (بالإسبانية: Manuel Díaz Rodríguez) هو دبلوماسي وصحفي وسياسي فنزويلي، ولد في 28 فبراير 1871 في فنزويلا، وتوفي في 24 أغسطس 1927 في نفس البلد.